# Turnia nad Szczotami
Turnia nad Szczotami (1741 m n.p.m.) – turnia w Tatrach Wysokich, położona w grzbiecie odchodzącym od końcowej części Wołoszyna i opadającym do Doliny Roztoki.
Grzbiet z Turnią nad Szczotami odchodzi od grzbietu Wołoszyna w Zagonnym Zworniku, niższym wierzchołku Wierchu nad Zagonnym Żlebem. Od tego zwornika Turnia nad Szczotami jest oddzielona Wyżnim i Niżnim Siodłem. Północno-wschodnie zbocza turni nazywane są Szczotami, a w grani południowo-wschodniej położona jest Roztocka Turniczka (1536 m). Spod Niżniego Siodła do Doliny Roztoki opada Szeroki Żleb Wołoszyński, zaś na północ od Turni nad Szczotami biegnie Zagonny Żleb, którego wylot znajduje się w okolicach Wodogrzmotów Mickiewicza.
Przez masyw Wołoszyna przeprowadzona została na początku XX wieku przez ks. Walentego Gadowskiego trasa Orlej Perci. Odcinek od Polany pod Wołoszynem do Krzyżnego od wielu lat jest jednak zamknięty, cały masyw Wołoszyna został natomiast objęty ścisłą ochroną i wyłączony z ruchu turystycznego i taternickiego. Odnoga Orlej Perci, tzw. Niżnia Perć, prowadziła na pobliskie Niżnie Siodło.
Turnia nad Szczotami porośnięta jest dziewiczym lasem urwiskowym, w którym dominuje sosna limba. Jej wierzchołek jest pokryty lasem limbowo-świerkowym z domieszką modrzewia.
Góralskie legendy wspominają o skarbach zbójników, ukrytych w zboczach Szczot. Nazwa Szczoty bywa niekiedy błędnie rozciągana na całe urwiste zbocza Wołoszyna. Jest od dawna używana w gwarze podhalańskiej (jako scoty). Być może termin ten oznacza urwisty teren, natomiast nie jest to zniekształcone słowo szczyty.

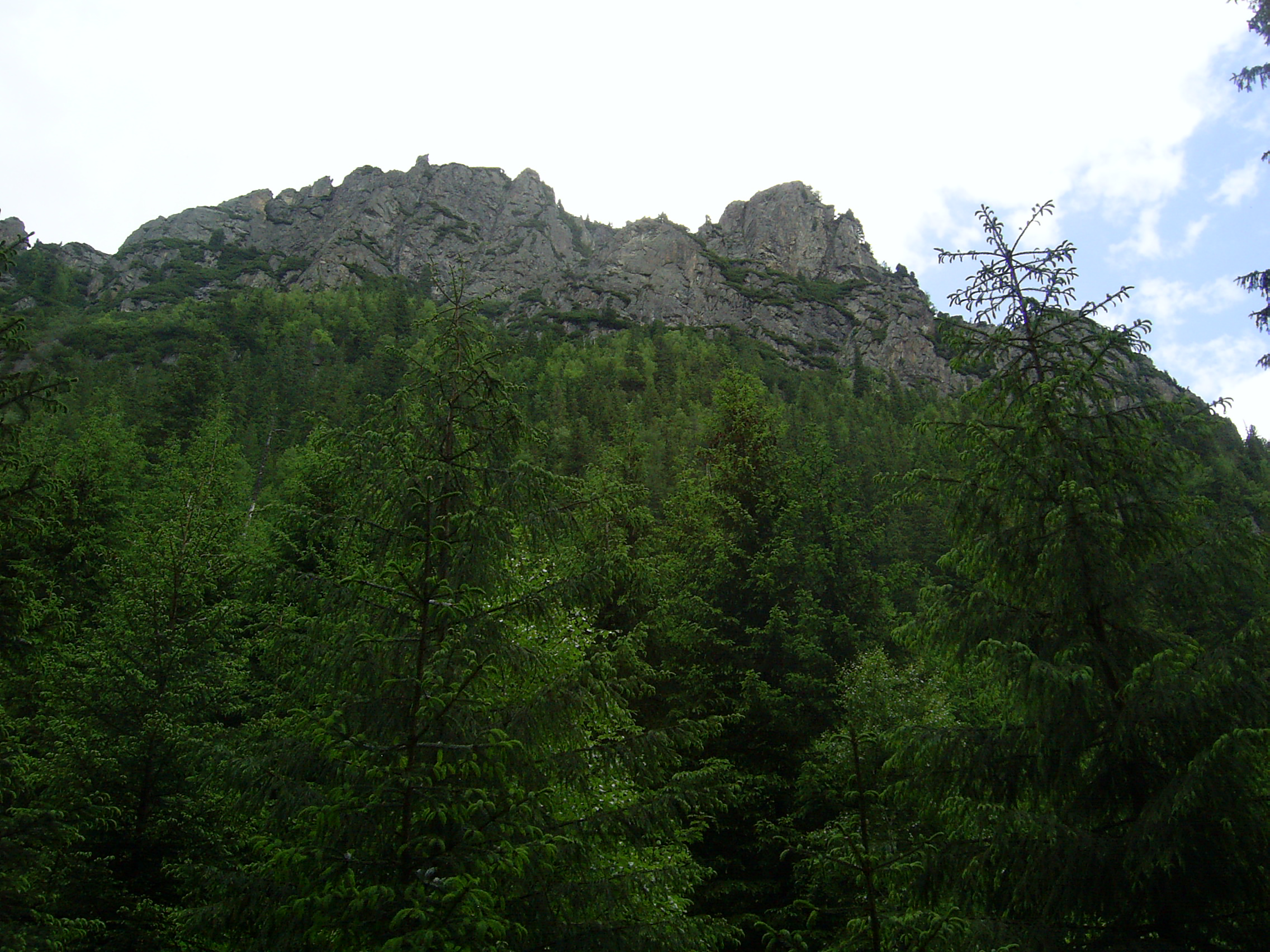
Turnia nad Szczotami z Doliny Roztoki